# بالوما شميت
بالوما شميت (بالإسبانية: Paloma Schmidt)‏ هي متسابقة يخت بيروفية، ولدت في 24 يناير 1987 في ليما في بيرو.

## وصلات خارجية
- بالوما شميت على موقع الاتحاد الدولي للملاحة الشراعية (موقع جديد) (الإنجليزية)
- بالوما شميت على موقع الاتحاد الدولي للملاحة الشراعية (موقع قديم) (الإنجليزية)
- بالوما شميت على موقع اللجنة الأولمبية الدولية (الإنجليزية)
- بالوما شميت على موقع أوليمبيديا (الإنجليزية)